# Psychotria rosea
Psychotria rosea là một loài thực vật có hoa trong họ Thiến thảo. Loài này được (Benth.) Müll.Arg. miêu tả khoa học đầu tiên năm 1881.